# 激動/Just break the limit!
『激動/Just break the limit!』（げきどう／ジャスト ブレイク ザ リミット）は、UVERworldの10枚目のシングル。2008年6月11日にgr8!recordsから発売された。

## 概要
UVERworld初となる両A面シングル。「激動」はテレビ東京系アニメ『D.Gray-man』のオープニングテーマ、「Just break the limit!」は、ポカリスエットが独占提供したミニドラマ『ブカツの天使』の主題歌（中部・南東北エリアのみ）として使用された。バンド史上初となるダブルタイアップのシングルとなった。カップリング曲の「core ability +81」は、スタッフ曰く「色々な意味でギリギリな曲」。
初動売上は、2作連続でシングルでの自己最高初動を記録。『MUSIC STATION』の2008年上半期ベスト50では、50位にランクインした。2008年の年間オリコンシングルチャートでは72位を記録。シングルでは12th「儚くも永久のカナシ」（年間40位）とともに1st「D-tecnoLife」以来9作ぶりとなる年間チャート100位以内を記録した。
初回生産限定盤は、帯がジャケットの半分を覆い尽くす奇異な形をしている。これは次作「恋いしくて」と12th「儚くも永久のカナシ」に引き継がれる。
キャッチコピーは、『-始まりに“激動”あり-』

## 収録内容
CD
全作詞・作曲：TAKUYA∞, 編曲：UVERworld、平出悟
1. 激動
テレビ東京系アニメ『D.Gray-man』第4期（2008年4月1日 - 9月30日放送分）オープニングテーマ。アニメのOPでは最後に一部歌詞が追加されていた。原曲はこの「激動」と「G9」（のちの5thスタジオ・アルバム『LAST』収録曲「バーレル」）という二つの楽曲で構成されている。PVは、深夜の栃木県宇都宮市のとある地下採掘現場でエキストラと撮影。監督は3rdアルバム『PROGLUTION』の収録曲「Roots」を撮った石井貴英。
2. Just break the limit!
大塚製薬のポカリスエット独占提供ミニドラマである『ブカツの天使』の中部・南東北エリアのみの主題歌。歌詞には、TAKUYA∞の実体験が盛り込まれた。2種類のPVが存在する。同番組のサポーター三原勇希が出演し、素のメンバーの姿がのぞけるものと、前述の素のメンバーの姿を終わりまで通してのぞけるもの（次作「恋いしくて」の初回DVDに収録された）。ライブでは2008年に1度披露されたのみだったが、2022年1月31日のKT Zepp Yokohama公演にて、14年の時を経て演奏された。
3. core ability +81
TAKUYA∞の自宅の二階を改築して造ったプライベートスタジオ『core ability』で制作された楽曲。曲名の「+81」は、国際電話の最初の番号で、「core ability」という国から日本に繋げて発信しているという意味である。8thシングル「シャカビーチ〜Laka Laka La〜」のイントロ収録予定用に録音していたメンバーの会話を大胆にサンプリングしている。冒頭のジッポーで火をつけて煙草にむせているのが彰、会話をしているのがTAKUYA∞と真太郎、彼に対して「激動」の叫び声をあげているのが信人、笑っているのが克哉である。また、マネージャーの名前が登場する。

### 通常盤初回生産分
- D.Gray-man限定トレーディングカード
- 特製「激動」ステッカー（二種類のうち1枚）

## 初回生産限定盤
DVD
1. talking about“U”〜激動から始まるUVERworld第4世紀へのインタビュー〜
バンドとしての今後の抱負や目標などを、メンバー全員へインタビューした映像や、2007年のライブ映像・オフショットを収録。
2. 激動TV spot (type1,type2)
今シングル「激動/Just break the limit!」のCM映像。

### 付属品
- 特製「激動」ステッカー（二種類のうち1枚）

## 楽曲の収録アルバム
1. 激動
  - 4thスタジオ・アルバム『AwakEVE』にアルバムバージョンとして「激動 (AwakEVE ver.)」を収録。
  - 1stベスト・アルバム『Neo SOUND BEST』
  - 2ndベスト・アルバム『ALL TIME BEST -FAN BEST-』
2. Just break the limit!
  - 4thスタジオ・アルバム『AwakEVE』
3. core ability +81
  - なし

## カバー
激動
- RAISE A SUILEN［レイヤ（Raychell）、チュチュ（紡木吏佐）］ - 2019年10月26日にゲーム『バンドリ! ガールズバンドパーティ!』に収録。